# Eucephalacris himberti
Eucephalacris himberti är en insektsart som beskrevs av Christiane Amédégnato och Poulain 1987. Eucephalacris himberti ingår i släktet Eucephalacris och familjen gräshoppor. Inga underarter finns listade i Catalogue of Life.